# خط تاجی

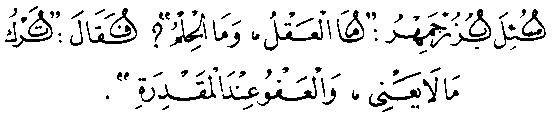
نمونه‌ای از خط تاجی

خط تاجی نام سبکی از خوشنویسی به خط عربی است. این خط را خوشنویس مصری به نام محمد محفوظ در سال ۱۳۴۹ هجری قمری در زمان سلطنت احمد فؤاد و به پیشنهاد وی ابداع کرد. ایده این خوشنویسی این است که حرف اول هر خط را به شکل تاج بسازند. این سبک با زوال سلطنت فؤاد به فراموشی سپرده شد.